# Bâloise
Bâloise Holding — швейцарская универсальная страховая группа. Штаб-квартира компании находится в Базеле, работает в Швейцарии, Бельгии, Германии и Люксембурге. Основана в 1863 году.

## Деятельность
Выручка группы за 2020 год составила 8,79 млрд швейцарских франков, из них 7,03 млрд принесли страховые премии (в том числе 3,29 млрд — страхование жизни), 1,18 млрд — инвестиционный доход, 0,12 млрд — комиссионный доход; страховые выплаты составили 6,18 млрд франков. Активы на конец года составили 88,4 млрд франков, большая их часть вложена в облигации.
Основные подразделения:
- Швейцария — выручка 4,13 млрд франков.
- Бельгия — выручка 2,19 млрд франков.
- Германия — выручка 1,34 млрд франков.
- Люксембург — выручка 1,24 млрд франков[2].

## Дочерние компании
Основные дочерние компании группы на конец 2020 года:
- Bâloise Holding Ltd (Швейцария)
- Baloise Insurance Ltd (Швейцария, страхование имущества)
- Baloise Life Ltd, (Швейцария, страхование жизни)
- Baloise Bank SoBa AG, (Швейцария, банкинг)
- Haakon AG, (Швейцария)
- Baloise Asset Management AG (Швейцария, управление активами)
- Baloise Asset Management International AG (Швейцария, финансовые консультации)
- Baloise Fund Invest Advico (Люксембург)
- Basler Lebensversicherungs-Aktiengesellschaft (Германия, страхование жизни)
- Basler Sachversicherungs- Aktiengesellschaft (Германия, страхование имущества)
- Deutsche Niederlassung der FRIDAY Insurance S.A. (Германия, страхование имущества)
- Basler Sach Holding AG, (Германия, холдинг)
- ZEUS Vermittlungsgesellschaft mbH (Германия)
- Baloise Belgium NV (Бельгия, страхование)
- Euromex NV (Бельгия, страхование имущества)
- Bâloise (Luxembourg) Holding S.A. (Люксембург, холдинг)
- Bâloise Assurances Luxembourg S.A. (Люксембург)
- Bâloise Vie Luxembourg S.A. (Люксембург, страхование жизни)
- Baloise Private Equity (Luxembourg) SCS (Люксембург)
- Baloise Life (Liechtenstein) AG, (Лихтенштейн)
- Baloise Finance (Jersey) Ltd. (Нормандские острова)
- Baloise Alternative Investment Strategies Limited (Нормандские острова)